# 五里岩
五里岩（英語：Fivemile Rock）是南極洲的岩石，位於特里尼蒂半島，處於塔巴林半島的米納勒爾山西北面，海拔高度375米，現時由南極條約體系管理。